# Teorema de Cayley
Na teoria dos grupos, o teorema de Cayley, nomeado em homenagem a Arthur Cayley, afirma que todo grupo G é isomorfo a um subgrupo do grupo simétrico agindo em G. Isso pode ser entendido como um exemplo da ação de grupo de G sobre os elementos de G.
Uma permutação de um conjunto G é considerada qualquer função bijetiva que leva de um grupo G para G. O conjunto com todas as permutações formam um grupo com composição de funções, este foi chamado de grupo simétrico em G, escrito como Sym(G).
O teorema de Cayley coloca todos os grupos no mesmo barco. Ele considera todo e qualquer grupo como um grupo de permutação de algum conjunto subjacente (incluindo grupos infinitos, como ( R, +)). Dessa forma, teoremas que são verdadeiros para subgrupos de grupos de permutação, são igualmente verdadeiros para grupos em geral. No entanto, Alperin e Bell observaram que "em geral, o fato de grupos finitos estarem contidos em grupos simétricos, não influenciou os métodos usados para estudar os grupos finitos". 
A ação regular que foi usada na prova padrão do teorema não produz a determinada representação de A em um grupo de ordem mínima de permutação. Por exemplo, {\displaystyle S_{3}}, que já um grupo simétrico de ordem 6, seria representado pela ação regular como um subgrupo de {\displaystyle S_{6}}, que é um grupo de ordem 720.  Encontrar a incorporação de um grupo em um grupo simétrico de ordem mínima é um problema de alta dificuldade 

## História
Apesar de parecer suficientemente elementar, na época as definições modernas não existiam. Quando Cayley introduziu o que hoje são chamados de grupos, não estava imediatamente claro se isso era o mesmo que os grupos anteriormente conhecidos, que hoje são chamados de grupos de permutação. O teorema de Cayley unifica os dois.
Embora Burnside  atribua o teorema a Jordan,  Eric Nummela  argumenta que o nome atribuído — "Teorema de Cayley" — é, na verdade, apropriado. Em seu artigo original de 1854 , Cayley provou que a correspondência no teorema é de um para um. Porém, não conseguiu demonstrar explicitamente que era um homomorfismo (e, portanto, uma incorporação). No entanto, Nummela observa que Cayley tornou esse resultado conhecido pela comunidade matemática da época, que seria anterior a Jordan 16 anos ou mais.
Em 1882, o teorema foi posteriormente publicado por Walther Dyck e este foi atribuído a ele na primeira edição do livro de Burnside.

## Prova do teorema
Caso g seja qualquer elemento com operação ∗ de um grupo A, considere a função fg : G → G, que é definida por: fg(x) = g ∗ x . Pela existência de inversos, esta função possui um inverso de dois lados, {\displaystyle f_{g^{-1}}}. Logo, a multiplicação por g atua de forma equivalente a uma função bijetiva. Dessa forma, f g é uma permutação de G e, consequentemente, um membro de Sym (G). 
O conjunto K = {fg : g ∈ G} é um subgrupo de Sym (G) que é isomorfo a G, ou seja, há um mapeamento bijetivo entre elas. A maneira mais rápida disso ser estabelecido é considerar a função T : G → Sym(G), com T(g) = fg para todo g em G. T é um homomorfismo de grupo porque (usando · para denotar composição em Sym (G)): 
{\displaystyle (f_{g}\cdot f_{h})(x)=f_{g}(f_{h}(x))=f_{g}(h*x)=g*(h*x)=(g*h)*x=f_{g*h}(x),}
para todo x em A e, portanto: 
{\displaystyle T(g)\cdot T(h)=f_{g}\cdot f_{h}=f_{g*h}=T(g*h).}
O homomorfismo T é injetivo desde que T(g) = idG (elemento de identidade de Sym (G)) implique em g ∗ x = x para todo x em A. Ao considerar x como o elemento de identidade e de A, isso resulta em g = g ∗ e = e, ou seja, o núcleo é trivial. Alternativamente, g ∗ x = g′ ∗ x, implica que g = g′ e assim, o T também é injetivo (pois todo grupo é cancelador). 
Dessa forma, G é isomórfico à imagem de T, o qual é o subgrupo K.
Às vezes, a representação regular de G é chamada de T. 

### Configuração alternativa de prova
A linguagem das ações do grupo é uma configuração alternativa utilizada. Nós consideramos o grupo G como um G-conjunto, que pode ser apresentado como tendo representação de permutação, por exemplo {\displaystyle \phi } . 
Primeiramente, suponha que {\displaystyle A=A/H} de forma que {\displaystyle H=\{e\}}. Assim, a ação do grupo por classificação de órbitas G é {\displaystyle g.e} (conhecido também como teorema do estabilizador de órbita). 
Agora, a representação é condizente se {\displaystyle \phi } for injetiva, ou seja, se o núcleo de {\displaystyle \phi } for trivial. Suponha que {\displaystyle g\in \ker \phi }, assim, pela equivalência da representação de permutação e da ação do grupo, {\displaystyle g=g.e=\phi (g).e}. Porém, somente se {\displaystyle g\in \ker \phi }, {\displaystyle \phi (g)=e} e também se {\displaystyle \ker \phi } for trivial. Então, {\displaystyle \mathrm {Im} \,\phi \cong G}, consequentemente, dessa maneira, o resultado segue pela utilização do primeiro teorema do isomorfismo, que relaciona a estrutura dos objetos. 

## Observações sobre a representação regular do grupo
O elemento de identidade do grupo corresponde à sua respectiva permutação de identidade. Todos os outros elementos do grupo correspondem a desarranjos, ou seja, permutações que não deixam que nenhum elemento seja inalterado. Como isso também se aplica às potências de um elemento do grupo, que é inferior à ordem do elemento em questão, cada elemento corresponde a uma permutação, a qual consiste em ciclos, cujos todos são do mesmo comprimento, esse comprimento é a ordem do elemento. Os elementos de cada ciclo formam uma composição correta do subgrupo gerado pelo elemento.

## Exemplos de representação regular de grupo
Z 2 = {0,1} com módulo de adição igual a 2; o elemento de grupo igual a 0 corresponde à permutação de identidade e, o elemento de grupo igual a 1 é correspondente à permutação (12). Por exemplo, 0 +1 = 1 e 1 + 1 = 0, então 1 -> 0 e 0 -> 1, como seria feito sob uma permutação. 
Z 3 = {0,1,2} com módulo de adição igual a 3; o elemento de grupo igual a 0 corresponde à permutação de identidade e, o elemento de grupo igual a 1 é correspondente à permutação (123) e o elemento de grupo igual a 2 é correspondido pela permutação (132). Por exemplo, 1 + 1 = 2 é equivalente a (123) (123) = (132). 
Z 4 = {0,1,2,3} com módulo de adição igual a 4; os elementos são correspondentes a e, (1234), (13)(24), (1432). 
Os elementos dos quatro grupos de Klein {e, a, b, c} são correspondentes a e, (12)(34), (13)(24) e (14)(23). 
S 3 (grupo diédrico de ordem igual a 6) é o grupo de todas as permutações de 3 objetos, mas também um grupo de permutação dos 6 elementos presentes no grupo, e o último é como é realizado por sua representação regular. 
| * | e | a | b | c | d | f | permutação     |
| - | - | - | - | - | - | - | -------------- |
| e | e | a | b | c | d | f | e              |
| a | a | e | d | f | b | c | (12) (35) (46) |
| b | b | f | e | d | c | a | (13) (26) (45) |
| c | c | d | f | e | a | b | (14) (25) (36) |
| d | d | c | a | b | f | e | (156) (243)    |
| f | f | b | c | a | e | d | (165) (234)    |

## Declaração mais geral do teorema
Uma declaração mais generalizada do teorema de Cayley considera o núcleo de um grupo arbitrário G. Em geral, se G é um grupo e {\displaystyle H} é um subgrupo, sendo {\displaystyle |G:H|<\infty }{\displaystyle |A:H|<\infty }, portanto, {\displaystyle A/{\text{Core}}_{A}(H)} {\displaystyle G/{\text{Core}}_{G}(H)} é isomórfico a um subgrupo de {\displaystyle \Sigma _{|G:H|}}(com existência de mapeamento bijetivo entre eles). Especificamente, se considerarmos G um grupo finito e nós definimos que {\displaystyle H=1}, então, obtemos o resultado clássico. 